# Provincia del Guayas
La provincia di Guayas è una delle ventiquattro province dell'Ecuador, il capoluogo è la città di Guayaquil. Il nome della provincia deriva dal fiume omonimo.
Il 7 novembre 2007 la parte del suo territorio più ad ovest ha costituito la provincia di Santa Elena.

## Cantoni

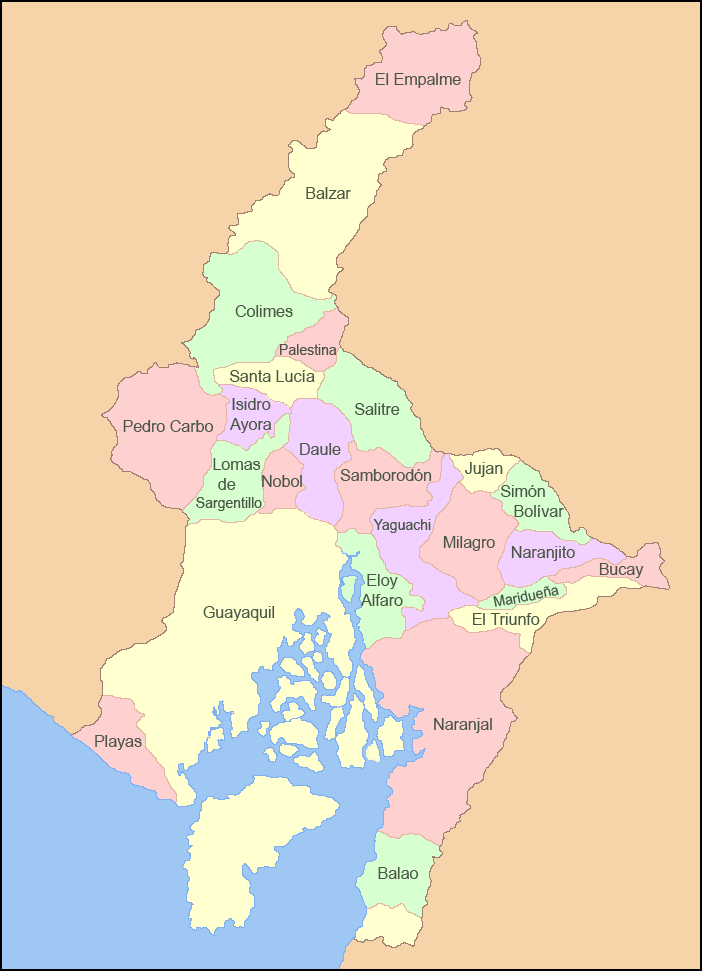
Distribuzione dei cantoni nella provincia.

La provincia è suddivisa in 25 cantoni:
| #  | Cantone                     | Capoluogo                   |
| -- | --------------------------- | --------------------------- |
| 1  | Alfredo Baquerizo Moreno    | Alfredo Baquerizo Moreno    |
| 2  | Balao                       | Balao                       |
| 3  | Balzar                      | Balzar                      |
| 4  | Colimes                     | Colimes                     |
| 5  | Coronel Marcelino Maridueña | Coronel Marcelino Maridueña |
| 6  | Daule                       | Daule                       |
| 7  | Durán                       | Durán                       |
| 8  | El Empalme                  | Velasco Ibarra              |
| 9  | El Triunfo                  | El Triunfo                  |
| 10 | General Antonio Elizalde    | General Antonio Elizalde    |
| 11 | Guayaquil                   | Guayaquil                   |
| 12 | Isidro Ayora                | Isidro Ayora                |
| 13 | Lomas de Sargentillo        | Lomas de Sargentillo        |
| 14 | Milagro                     | Milagro                     |
| 15 | Naranjal                    | Naranjal                    |
| 16 | Naranjito                   | Naranjito                   |
| 17 | Nobol                       | Narcisa de Jesus            |
| 18 | Palestina                   | Palestina                   |
| 19 | Pedro Carbo                 | Pedro Carbo                 |
| 20 | Playas                      | Playas                      |
| 21 | Salitre                     | El Salitre                  |
| 22 | Samborondón                 | Samborondón                 |
| 23 | Santa Lucía                 | Santa Lucía                 |
| 24 | Simón Bolívar               | Simón Bolívar               |
| 25 | Yaguachi                    | Yaguachi                    |